# Genneton
Genneton és un municipi francès situat al departament de Deux-Sèvres i a la regió de la Nova Aquitània. L'any 2007 tenia 348 habitants.

## Demografia

### Població
El 2007 la població de fet de Genneton era de 348 persones. Hi havia 120 famílies de les quals 24 eren unipersonals (12 homes vivint sols i 12 dones vivint soles), 48 parelles sense fills, 40 parelles amb fills i 8 famílies monoparentals amb fills.
La població ha evolucionat segons el següent gràfic:
Habitants censats

### Habitatges
El 2007 hi havia 172 habitatges, 131 eren l'habitatge principal de la família, 28 eren segones residències i 13 estaven desocupats. 169 eren cases i 2 eren apartaments. Dels 131 habitatges principals, 113 estaven ocupats pels seus propietaris, 13 estaven llogats i ocupats pels llogaters i 5 estaven cedits a títol gratuït; 4 tenien dues cambres, 9 en tenien tres, 38 en tenien quatre i 80 en tenien cinc o més. 97 habitatges disposaven pel capbaix d'una plaça de pàrquing. A 68 habitatges hi havia un automòbil i a 54 n'hi havia dos o més.

### Piràmide de població
La piràmide de població per edats i sexe el 2009 era:
| Homes | Edats   | Dones |
| ----- | ------- | ----- |
| 0     | 95 o +  | 0     |
| 0     | 90 a 94 | 0     |
| 0     | 85 a 89 | 4     |
| 0     | 80 a 84 | 0     |
| 4     | 75 a 79 | 8     |
| 8     | 70 a 74 | 8     |
| 24    | 65 a 69 | 8     |
| 12    | 60 a 64 | 24    |
| 0     | 55 a 59 | 4     |
| 8     | 50 a 54 | 16    |
| 20    | 45 a 49 | 4     |
| 12    | 40 a 44 | 16    |
| 8     | 35 a 39 | 4     |
| 20    | 30 a 34 | 20    |
| 4     | 25 a 29 | 8     |
| 8     | 20 a 24 | 4     |
| 16    | 15 a 19 | 4     |
| 8     | 10 a 14 | 4     |
| 4     | 5 a 9   | 16    |
| 4     | 0 a 4   | 12    |

## Economia
El 2007 la població en edat de treballar era de 194 persones, 135 eren actives i 59 eren inactives. De les 135 persones actives 121 estaven ocupades (69 homes i 52 dones) i 14 estaven aturades (8 homes i 6 dones). De les 59 persones inactives 26 estaven jubilades, 15 estaven estudiant i 18 estaven classificades com a «altres inactius».

### Ingressos
El 2009 a Genneton hi havia 131 unitats fiscals que integraven 349 persones, la mediana anual d'ingressos fiscals per persona era de 12.218 €.

### Activitats econòmiques
Dels 14 establiments que hi havia el 2007, 1 era d'una empresa alimentària, 4 d'empreses de comerç i reparació d'automòbils, 2 d'empreses de transport, 1 d'una empresa d'hostatgeria i restauració, 5 d'empreses de serveis i 1 d'una empresa classificada com a «altres activitats de serveis».
L'únic establiment comercial que hi havia el 2009 era una fleca.
L'any 2000 a Genneton hi havia 33 explotacions agrícoles que ocupaven un total de 2.044 hectàrees.

## Equipaments sanitaris i escolars
El 2009 hi havia una escola elemental.

## Poblacions més properes
El següent diagrama mostra les poblacions més properes.